# نپاس
نپاس (به اسپانیایی: Nepas) یکی از دهستان های اسپانیا است که در استان سریا واقع شده‌است.

## خصوصیات
نپاس ۲۵ کیلومترمربع مساحت و ۸۱ نفر جمعیت دارد.